# شارلی انویه تکیه
شارلی انویه تکیه (زاده ۱۳۵۵ اروميه) نماینده  دوره یازدهم و دوازدهم حوزه انتخابیه مسیحیان آشوری و کلدانی در مجلس شورای اسلامی است. تحصیلات دانشگاهی وی در زمینه مهندسی عمران و دارای مدرک فوق لیسانس می‌باشد. وی با ۱۰۷۱ رای در انتخابات دوره یازدهم مجلس شورای اسلامی پیروز شده‌است.